# Kurt Cornelius
Kurt Cornelius (* 3. Dezember 1893 in Barmen; † 5. Dezember 1966 in Bad Honnef) war ein deutscher Politiker und Landtagsabgeordneter (CDU).

## Leben und Beruf
Nach dem Besuch der Volksschule absolvierte Cornelius eine Maurer- und Zimmererlehre. Er war danach als Bautechniker und Bauführer tätig und ab 1920 selbstständiger Bauunternehmer. Ab 1932 gehörte er dem Presbyterium der evangelischen Kirchengemeinde in Honnef (ab 1960 Bad Honnef) an. Nach dem Krieg war er Mitglied in verschiedenen Gremien der CDU und wurde schließlich zum Ehrenvorsitzenden des CDU-Stadtverbands Bad Honnef ernannt. 1948 war Cornelius Mitbegründer der Bad Honnef AG.

## Abgeordneter
Vom 5. Juli 1950 bis zum 20. Juli 1962 war Cornelius Mitglied des Landtags des Landes Nordrhein-Westfalen. Er wurde jeweils im Wahlkreis 022 Siegkreis-Süd direkt gewählt. Dem Stadtrat der Stadt Honnef gehörte er von 1946 bis 1961 an, darunter lange Jahre als Vorsitzender des Bau- und Stadtplanungsausschusses und ab 1950 als Vorsitzender der CDU-Fraktion. Im Kreistag des Siegkreises war er von 1948 bis 1952 vertreten.